# Drowned World/Substitute for Love
Singles de Madonna
Ray of Light
(1998) The Power of Good-Bye
(1998)
Pistes de Ray of Light
Swim
(2)
Drowned World/Substitute for Love est une chanson de l'artiste américaine Madonna, qu'elle a coécrit avec William Orbit, Rod McKuen, Anita Kerr et David Collins pour son album Ray of Light. La chanson fut publiée comme troisième single à l'été 1998 en Europe et au Japon. Le titre a été changé pour Drowned World (Substitute for Love) pour sa mise en marché seule.

## Versions officielles
- 2-CD Singles

CD1 :
1. Drowned World (Substitute For Love) (Album Version) 5:08
2. Drowned World (Substitute For Love) (BT & Sasha's Bucklodge Ashram Remix) 9:26
3. Sky Fits Heaven (Sasha Remix Edit) 4:09

CD2 :
1. Drowned World (Substitute for Love) (Album Version) 5:08
2. Sky Fits Heaven (Sasha Remix) 7:21
3. Sky Fits Heaven (Victor Calderone Remix Edit) 5:49

- Cassette single

1. Drowned World (Substitute For Love) (Album Version)
2. Sky Fits Heaven (Sasha's The Drug Fits Face Mix - Edit)

- 12" single Édition limitée

1. Drowned World (Substitute For Love) (BT & Sasha's Bucklodge Ashram Remix)
2. Drowned World (Substitute For Love) (Album Version)
3. Sky Fits Heaven (Sasha Remix Edit)4:09

### Mixes
- Album Version (5:09)
- Radio Edit (4:46)
- Video Version (4:59)
- Video Version Instrumental (4:59)
- Instrumental from William Orbit Promo CD (4:09) Promo seulement
- Brian Transeau & Sasha's Bucklodge Ashram Remix (9:28)

## Chanson
Puisque Ray of Light, le second extrait de l'album du même nom, fut publié avec un mois de retard aux États-Unis, la maison de disques décida de publier Drowned World/Substitute for Love seulement en Europe et en Asie pour satisfaire ces marchés en attendant l'extrait suivant, The Power of Good-Bye.
La chanson débute avec une voix masculine susurrant « You see », qui se révèle à être un échantillon de la chanson Why I Follow the Tigers de The San Sebastian Strings. L'auteur de la chanson, Rod McKuen, explique ; « La voix est celle de Jesse Pearson et la phrase qu'il répète est You see. Si on compare les paroles de Drowned World et de Why I Follow the Tigers on trouve que Drowned suit le même développement que Tigers. C'est pourquoi Anita [Kerr] et moi avons reçu la mention d'auteurs de la chanson et non pas une simple mention d'échantillonnage. »
Le titre original était No Substitute For Love mais comportait quelques différences au niveau des paroles. Cette version fit irruption sur Internet de façon non officielle.
En 2001, le Drowned World Tour fut affublé du même nominatif.
Drowned World fit aussi partie de la tournée Confessions Tour de 2006.

## Vidéoclip
La sortie de l'extrait de Drowned World/Substitute for Love fut soutenue par un vidéoclip réalisé par Walter Stern. Le tournage prit place les 26 et 27 juin 1998 autour de l'hôtel Savoy et le cirque Piccadilly de Londres. Le clip représente une Madonna traquée par les paparazzis. Fuyant même les autres célébrités, seule la protagoniste n'a pas un visage déformé. Se réfugiant en sa demeure, le vidéo se termine avec la chanteuse serrant sa fille (non pas jouée par sa vraie fille, Lourdes) dans ses bras, soufflant « Now, I find... I've changed my mind ». 
Le vidéoclip créa une controverse en 1998 à cause de la scène où Madonna est pourchassée par des paparazzis à motocyclette, un scénario trop similaire à celui qui conduisit à la mort de Princesse Diana en 1997. Le vidéo fut visionné par les Européens pour la première fois le 25 juillet 1998. Ultérieurement, il fut publié à même la compilation  Madonna: The Video Collection 93:99 disponible sur DVD.
- Directeur : Walter Stern
- Producteur : Simon Cooper
- Producteur exécutif : Laura Kanerick
- Directeur de la photographie : John Mathieson
- Montage : John McManus
- Compagnie productrice : Academy Films

## Classements
| Pays                    | Meilleure position |
| ----------------------- | ------------------ |
| Australie               | 16                 |
| Autriche                | 31                 |
| Canada (ventes singles) | 18                 |
| Chine                   | 5                  |
| Pays-Bas                | 27                 |
| Europe Hot 100 Singles  | 22                 |
| France                  | 42                 |
| Allemagne               | 39                 |
| Japon                   | 10                 |
| Espagne                 | 1                  |
| Suède                   | 41                 |
| Royaume-Uni             | 10                 |